# Hagelstadt
Hagelstadt é um município da Alemanha, situado no distrito de Ratisbona, no estado da Baviera. Tem 20,75 km² de área, e sua população em 2019 foi estimada em 1.978 habitantes.